# Paris–Nizza 2021
Die Radfernfahrt Paris–Nizza 2021 war die 79. Austragung des französischen Etappenrennens. Das Radrennen fand vom 7. bis zum 14. März im Rahmen von acht Etappen statt und war Teil der UCI WorldTour 2021.
Gesamtsieger wurde Maximilian Schachmann (Bora-hansgrohe), der am letzten Tag die Führung vom gestürzten Primož Roglič (Jumbo-Visma) übernahm, mit 19 Sekunden Vorsprung vor Alexander Wlassow (Astana-Premier Tech). Roglič gewann drei Etappen und die Punktewertung. Wlassow gewann die Nachwuchswertung, sein Team die Mannschaftswertung. Anthony Perez (Cofidis) wurde Sieger der Bergwertung.

## Streckenführung
Insgesamt legten die Fahrer in den acht Etappen 1170,3 Kilometer zurück. Es standen zwei flache, vier hüglige und eine Bergetappe sowie ein Einzelzeitfahren am Programm. Die Strecke führte zunächst vom Großraum Paris Richtung Süden zur Loire. Anschließend ging es entlang der Rhone in Richtung Mittelmeer, ehe das Finale in den Alpen nahe Nizza ausgetragen wurde.
| Etappe         | Datum             | Strecke                               | Typ                 | km     |
| -------------- | ----------------- | ------------------------------------- | ------------------- | ------ |
| 1              | So, 7. März 2021  | Saint-Cyr-L'École – Saint-Cyr-L'École | Mittelgebirgsetappe | 165,8  |
| 2              | Mo, 8. März 2021  | Oinville-sur-Montcient – Amilly       | Flachetappe         | 188,0  |
| 3              | Di, 9. März 2021  | Gien – Gien                           | Einzelzeitfahren    | 14,4   |
| 4              | Mi, 10. März 2021 | Chalon-sur-Saône – Chiroubles         | Mittelgebirgsetappe | 187,6  |
| 5              | Do, 11. März 2021 | Vienne – Bollène                      | Flachetappe         | 200,2  |
| 6              | Fr, 12. März 2021 | Brignoles – Biot                      | Mittelgebirgsetappe | 202,4  |
| 7              | Sa, 13. März 2021 | Le Broc – Valdeblore La Colmiane      | Hochgebirgsetappe   | 119,2  |
| 8              | So, 14. März 2021 | Le-Plan-du-Var – Levens               | Mittelgebirgsetappe | 92,7   |
| Gesamtdistanz: | Gesamtdistanz:    | Gesamtdistanz:                        | Gesamtdistanz:      | 1170,3 |

## Reglement
Im Rahmen der 79. Auflage wurden Trikots für die Gesamtwertung (gelb), Punktwertung (grün), Bergwertung (weiß mit roten Punkten) und Nachwuchswertung(weiß) vergeben. Zusätzlich gab es eine Teamwertung (gelbe Rückennummer) und eine Auszeichnung des aktivsten Fahrers (rote Rückennummer).
Der aktivste Fahrer wurde von einer Jury nach jeder Etappe und am Ende der Rundfahrt gewählt. Für die Teamwertung wurden die Zeiten der drei besten Fahrer pro Etappe zusammengezählt. Während den Etappen gab es die Möglichkeit, Zeitbonifikationen zu gewinnen, um sich in der Gesamtwertung zu verbessern. Die Vergabe der Sekunden sowie der Punkte für die Punkte- und Bergwertung wird in der folgenden Tabelle erklärt.
|                 |                | 1. | 2. | 3. | 4. | 5. | 6. | 7. | 8. | 9. | 10. | Platz    |
| Punktewertung   | Zielankunft    | 15 | 12 | 9  | 7  | 6  | 5  | 4  | 3  | 2  | 1   | Punkte   |
| Punktewertung   | Zwischensprint | 3  | 2  | 1  |    |    |    |    |    |    |     | Punkte   |
| Bergwertung     | 1. Kategorie   | 10 | 5  | 3  | 2  | 1  |    |    |    |    |     | Punkte   |
| Bergwertung     | 2. Kategorie   | 5  | 3  | 2  | 1  |    |    |    |    |    |     | Punkte   |
| Bergwertung     | 3. Kategorie   | 3  | 2  | 1  |    |    |    |    |    |    |     | Punkte   |
| Bonussekununden | Zielankunft    | 10 | 6  | 4  |    |    |    |    |    |    |     | Sekunden |
| Bonussekununden | Zwischensprint | 3  | 2  | 1  |    |    |    |    |    |    |     | Sekunden |

## Teilnehmende Mannschaften und Fahrer
Neben den 19 UCI WorldTeams standen auch 4 UCI ProTeams am Start. Für jedes Team starteten sieben Fahrer. Von den 161 Fahrern erreichten 127 Fahrer das Ziel.
Als Favorit galt der Slowene Primož Roglič (Jumbo-Visma), der sein erstes Etappenrennen der Saison fuhr. Zu seinen größten Herausforderern zählten der Titelverteidiger Maximilian Schachmann (Bora-hansgrohe), Alexander Wlassow (Astana-Premier Tech) und die beiden Ineos-Grenadiers-Fahrer Richie Porte und Tao Geoghegan Hart.
Viele andere Rundfahrt-Spezialisten waren zur selben Zeit bei dem Etappenrennen Tirreno–Adriatico im Einsatz.
Von den Top-Sprintern waren unter anderen Sam Bennett (Deceuninck-Quick-Step), Pascal Ackermann (Bora-hansgrohe), Cees Bol (Team DSM), Arnaud Démare (Groupama-FDJ) und der amtierende Europameister Giacomo Nizzolo am Start.
| UCI WorldTeams | UCI WorldTeams        | UCI WorldTeams | UCI WorldTeams                    | UCI WorldTeams | UCI WorldTeams    | UCI ProTeams | UCI ProTeams              |
| -------------- | --------------------- | -------------- | --------------------------------- | -------------- | ----------------- | ------------ | ------------------------- |
| ACT            | AG2R Citroën Team     | GFC            | Groupama-FDJ                      | DSM            | Team DSM          | AFC          | Alpecin-Fenix             |
| APT            | Astana-Premier Tech   | IGD            | Ineos Grenadiers                  | TJV            | Jumbo-Visma       | BBK          | B&B Hotel p/b KTM         |
| TBV            | Bahrain-Victorious    | TCS            | Intermaché-Wanty-Gobert Matériaux | TQA            | Qhubeka Assos     | ARK          | Arkéa Samsic              |
| BOH            | Bora-hansgrohe        | ISN            | Israel Start-Up Nation            | TFS            | Trek-Segafredo    | TDE          | Team Total Direct Énergie |
| COF            | Cofidis               | LTS            | Lotto Soudal                      | UAD            | UAE Team Emirates |              |                           |
| DQT            | Deceuninck-Quick-Step | MOV            | Movistar Team                     |                |                   |              |                           |
| EFN            | EF Education-Nippo    | BEX            | Team BikeExchange                 |                |                   |              |                           |

## Rennverlauf und Ergebnisse
Die erste Etappe entschied der Ire Sam Bennett (Deceuninck-Quick-Step) in einem Massensprint für sich und schlüpfte als erster ins Gelbe Trikot. Richie Porte (Ineos Grenadiers), einer der Favoriten auf den Gesamtsieg, beendete die erste Etappe nach einem Sturz nicht. Die zweite Etappe ging ebenfalls in einem Massensprint an Cees Bol (Team DSM). Das Gelbe Trikot übernahm Michael Matthews (Team BikeExchange) aufgrund von Zeitbonifikationen. Er verlor es am nächsten Tag an Stefan Bissegger (EF Education First-Nippo), der das Zeitfahren von Gien gewann.
Auf der vierten Etappe griff Primož Roglič (Jumbo-Visma) am Schlussanstieg an, gewann die Etappe und übernahm das Gelbe Trikot. In der Gesamtwertung betrug sein Vorsprung auf den Zweitplatzierten eine halbe Minute.
Auf der fünften Etappe entschied Sam Bennett (Deceuninck-Quick-Step) erneut einen Massensprint für sich. Die sechste und siebte Etappe gewann der Gesamtführende Primož Roglič und baute seinen Vorsprung auf den zweitplatzierten Maximilian Schachmann (Bora-Hansgrohe) auf 52 Sekunden aus.
Auf der letzten Etappe kam Primož Roglič zweimal zu Sturz und verlor den Anschluss zum Peloton. In der abschließenden Steigung zum Ziel verlor er mehr als drei Minuten und fiel in der Gesamtwertung auf den 15. Platz zurück. Maximilian Schachmann konnte die Angriffe von Alexander Wlassow und Ion Izagirre neutralisieren und gewann so zum zweiten Mal nach 2020 Paris–Nizza. Der Tagessieg der achten Etappe ging an Magnus Cort Nielsen (EF Education First-Nippo).
Etappe 1: Saint-Cyr-L'École – Saint-Cyr-L'École (165,8km)
Start und Ziel der ersten Etappe war der Ort Saint-Cyr-l’École in der Nähe des Schlosses Versailles. Die Etappe wurde auf einem Rundkurs ausgetragen, der zweimal absolviert werden musste. Insgesamt standen vier Bergwertungen der 4. Kategorie und zwei Sprintwertungen auf dem Programm. Die Etappe endete in einem Massensprint.
| Platz | Fahrer             | Nation | Team                       | Zeit                   |
| ----- | ------------------ | ------ | -------------------------- | ---------------------- |
| 01.   | Sam Bennett        | IRL    | Deceuninck-Quick-Step      | 3:51:38 h (42,95 km/h) |
| 02.   | Arnaud Démare      | FRA    | Groupama-FDJ               | "                      |
| 03.   | Mads Pedersen      | DEN    | Trek-Segafredo             | "                      |
| 04.   | Jasper Philipsen   | BEL    | Alpecin-Fenix              | "                      |
| 05.   | Bryan Coquard      | FRA    | B&B Hotel p/b KTM          | "                      |
| 06.   | Pascal Ackermann   | GER    | Bora-Hansgrohe             | "                      |
| 07.   | Phil Bauhaus       | GER    | Bahrain-Victorious         | "                      |
| 08.   | Christophe Laporte | FRA    | Cofidis, Solutions Crédits | "                      |
| 09.   | André Greipel      | GER    | Israel Start-Up Nation     | "                      |
| 10.   | Rudy Barbier       | FRA    | Israel Start-Up Nation     | "                      |

| Platz | Fahrer           | Nation | Team                  | Zeit       |
| ----- | ---------------- | ------ | --------------------- | ---------- |
| 01.   | Sam Bennett      | IRL    | Deceuninck-Quick-Step | 3:51:38 h  |
| 02.   | Arnaud Démare    | FRA    | Groupama-FDJ          | + 0:04 min |
| 03.   | Michael Matthews | AUS    | Team BikeExchange     | + 0:05 min |
| 04.   | Mads Pedersen    | DEN    | Trek-Segafredo        | + 0:06 min |
| 05.   | Tiesj Benoot     | BEL    | Team DSM              | + 0:08 min |
| 06.   | Ben Swift        | GBR    | Ineos Grenadiers      | + 0:09 min |
| 07.   | Jasper Stuyven   | BEL    | Trek-Segafredo        | "          |
| 08.   | Jasper Philipsen | BEL    | Alpecin-Fenix         | + 0:10 min |
| 09.   | Bryan Coquard    | FRA    | B&B Hotel p/b KTM     | "          |
| 10.   | Pascal Ackermann | GER    | Bora-Hansgrohe        | "          |

Etappe 2: Oinville-sur-Montcient – Amilly (188km)
Die zweite Etappe führte von Oinville-sur-Montcient nach Amilly. Es mussten eine Bergwertung der 3. Kategorie und zwei Sprintwertungen absolviert werden. Die Etappe endete in einem Massensprint.
| Platz | Fahrer           | Nation | Team                   | Zeit                   |
| ----- | ---------------- | ------ | ---------------------- | ---------------------- |
| 01.   | Cees Bol         | NED    | Team DSM               | 4:27:59 h (42,09 km/h) |
| 02.   | Mads Pedersen    | DEN    | Trek-Segafredo         | "                      |
| 03.   | Michael Matthews | AUS    | Team BikeExchange      | "                      |
| 04.   | Bryan Coquard    | FRA    | B&B Hotel p/b KTM      | "                      |
| 05.   | Sam Bennett      | IRL    | Deceuninck-Quick-Step  | "                      |
| 06.   | John Degenkolb   | GER    | Lotto Soudal           | "                      |
| 07.   | Pascal Ackermann | GER    | Bora-Hansgrohe         | "                      |
| 08.   | Phil Bauhaus     | GER    | Bahrain-Victorious     | "                      |
| 09.   | Jasper Philipsen | BEL    | Alpecin-Fenix          | "                      |
| 10.   | Rudy Barbier     | FRA    | Israel Start-Up Nation | "                      |

| Platz | Fahrer             | Nation | Team                   | Zeit       |
| ----- | ------------------ | ------ | ---------------------- | ---------- |
| 01.   | Michael Matthews   | AUS    | Team BikeExchange      | 8:19:23 h  |
| 02.   | Mads Pedersen      | DEN    | Trek-Segafredo         | + 0:04 min |
| 03.   | Sam Bennett        | IRL    | Deceuninck-Quick-Step  | "          |
| 04.   | Cees Bol           | NED    | Team DSM               | "          |
| 05.   | Arnaud Démare      | FRA    | Groupama-FDJ           | + 0:08 min |
| 06.   | André Greipel      | GER    | Israel Start-Up Nation | + 0:11 min |
| 07.   | Tiesj Benoot       | BEL    | Team DSM               | + 0:12 min |
| 08.   | Florian Vermeersch | BEL    | Lotto Soudal           | "          |
| 09.   | Jasper Stuyven     | BEL    | Trek-Segafredo         | + 0:13 min |
| 10.   | Ben Swift          | GBR    | Ineos Grenadiers       | "          |

Etappe 3: Gien – Gien (14,4km)
Die dritte Etappe wurde als Einzelzeitfahren mit dem Start und Ziel in Gien ausgetragen. Am Ende der Etappe musste ein kurzer Anstieg zur Kirche Sainte-Jeanne-d'Arc absolviert werden.
| Platz | Fahrer               | Nation | Team                       | Zeit                    |
| ----- | -------------------- | ------ | -------------------------- | ----------------------- |
| 01.   | Stefan Bissegger     | SUI    | EF Edukation-Nippo         | 0:17:34 h (49,184 km/h) |
| 02.   | Rémi Cavagna         | FRA    | Deceuninck-Quick-Step      | "                       |
| 03.   | Primož Roglič        | SLO    | Team Jumbo-Visma           | + 0:06 min              |
| 04.   | Brandon McNulty      | USA    | UAE-Team Emirates          | + 0:09 min              |
| 05.   | Søren Kragh Andersen | DEN    | Team DSM                   | + 0:10 min              |
| 06.   | Rohan Dennis         | AUS    | Ineos Grenadiers           | + 0:13 min              |
| 07.   | Christophe Laporte   | FRA    | Cofidis, Solutions Crédits | "                       |
| 08.   | Dylan van Baarle     | NED    | Ineos Grenadiers           | + 0:14 min              |
| 09.   | Yves Lampaert        | BEL    | Deceuninck-Quick-Step      | + 0:16 min              |
| 10.   | Patrick Bevin        | NZL    | Israel Start-Up Nation     | "                       |

| Platz | Fahrer               | Nation | Team                       | Zeit       |
| ----- | -------------------- | ------ | -------------------------- | ---------- |
| 01.   | Stefan Bissegger     | SUI    | EF Edukation-Nippo         | 8:37:11 h  |
| 02.   | Rémi Cavagna         | FRA    | Deceuninck-Quick-Step      | "          |
| 03.   | Primož Roglič        | SLO    | Team Jumbo-Visma           | + 0:06 min |
| 04.   | Brandon McNulty      | USA    | UAE-Team Emirates          | + 0:09 min |
| 05.   | Michael Matthews     | AUS    | Team BikeExchange          | "          |
| 06.   | Søren Kragh Andersen | DEN    | Team DSM                   | + 0:10 min |
| 07.   | Mads Pedersen        | DEN    | Trek-Segafredo             | + 0:12 min |
| 08.   | Christophe Laporte   | FRA    | Cofidis, Solutions Crédits | + 0:13 min |
| 09.   | Dylan van Baarle     | NED    | Ineos Grenadiers           | + 0:14 min |
| 10.   | Yves Lampaert        | BEL    | Deceuninck-Quick-Step      | + 0:15 min |

Etappe 4: Chalon-sur-Saône – Chiroubles (187,6km)
Die vierte Etappe startete in Chalon-sur-Saône und führte über einen hügligen Parcours nach Chiroubles. Zunächst mussten sechs Bergwertungen der 2. Kategorie und zwei Sprintwertungen absolviert werden, ehe die Etappe mit dem Anstieg der 1. Kategorie nach Chiroubles endete.
| Platz | Fahrer                | Nation | Team                       | Zeit                   |
| ----- | --------------------- | ------ | -------------------------- | ---------------------- |
| 01.   | Primož Roglič         | SLO    | Team Jumbo-Visma           | 4:49:36 h (38,87 km/h) |
| 02.   | Maximilian Schachmann | GER    | Bora-Hansgrohe             | + 0:12 min             |
| 03.   | Guillaume Martin      | FRA    | Cofidis, Solutions Crédits | "                      |
| 04.   | Tiesj Benoot          | BEL    | Team DSM                   | "                      |
| 05.   | Alexander Wlassow     | RUS    | Astana-Premier Tech        | "                      |
| 06.   | Lucas Hamilton        | AUS    | Team BikeExchange          | "                      |
| 07.   | David Gaudu           | FRA    | Groupama-FDJ               | + 0:16 min             |
| 08.   | Quentin Pacher        | FRA    | B&B Hotel p/b KTM          | "                      |
| 09.   | Pierre Latour         | FRA    | Team Total Direct Énergie  | "                      |
| 10.   | Ion Izagirre          | ESP    | Astana-Premier Tech        | "                      |

| Platz | Fahrer                | Nation | Team                      | Zeit       |
| ----- | --------------------- | ------ | ------------------------- | ---------- |
| 01.   | Primož Roglič         | SLO    | Team Jumbo-Visma          | 13:26:40 h |
| 02.   | Maximilian Schachmann | GER    | Bora-Hansgrohe            | + 0:35 min |
| 03.   | Brandon McNulty       | USA    | UAE-Team Emirates         | + 0:37 min |
| 04.   | Alexander Wlassow     | RUS    | Astana-Premier Tech       | + 0:41 min |
| 05.   | Ion Izagirre          | ESP    | Astana-Premier Tech       | + 0:43 min |
| 06.   | Matteo Jorgenson      | USA    | Movistar Team             | + 0:58 min |
| 07.   | Tiesj Benoot          | BEL    | Team DSM                  | + 1:05 min |
| 08.   | Lucas Hamilton        | AUS    | Team BikeExchange         | + 1:09 min |
| 09.   | Luis León Sánchez     | ESP    | Astana-Premier Tech       | + 1:11 min |
| 10.   | Pierre Latour         | FRA    | Team Total Direct Énergie | + 1:12 min |

Etappe 5: Vienne – Bollène (200,2km)
Die fünfte Etappe startete in Vienne und führte nach Bollène. Es mussten eine Bergwertung der 3. Kategorie und zwei Sprintwertungen absolviert werden. Die Etappe endete in einem Massensprint.
| Platz | Fahrer             | Nation | Team                              | Zeit                   |
| ----- | ------------------ | ------ | --------------------------------- | ---------------------- |
| 01.   | Sam Bennett        | IRL    | Deceuninck-Quick-Step             | 5:16:01 h (38,01 km/h) |
| 02.   | Nacer Bouhanni     | FRA    | Team Arkéa Samcis                 | "                      |
| 03.   | Pascal Ackermann   | GER    | Bora-Hansgrohe                    | "                      |
| 04.   | Phil Bauhaus       | GER    | Bahrain-Victorious                | "                      |
| 05.   | Giacomo Nizzolo    | ITA    | Team Qhubeka Assos                | "                      |
| 06.   | Alexander Kristoff | NOR    | UAE-Team Emirates                 | "                      |
| 07.   | Bryan Coquard      | FRA    | B&B Hotel p/b KTM                 | "                      |
| 08.   | Christophe Laporte | FRA    | Cofidis, Solutions Crédits        | "                      |
| 09.   | Rudy Barbier       | FRA    | Israel Start-Up Nation            | "                      |
| 10.   | Danny van Poppel   | NED    | Intermaché-Wanty-Gobert Matériaux | "                      |

| Platz | Fahrer                | Nation | Team                      | Zeit       |
| ----- | --------------------- | ------ | ------------------------- | ---------- |
| 01.   | Primož Roglič         | SLO    | Team Jumbo-Visma          | 18:42:41 h |
| 02.   | Maximilian Schachmann | GER    | Bora-Hansgrohe            | + 0:31 min |
| 03.   | Brandon McNulty       | USA    | UAE-Team Emirates         | + 0:37 min |
| 04.   | Ion Izagirre          | ESP    | Astana-Premier Tech       | + 0:40 min |
| 05.   | Alexander Wlassow     | RUS    | Astana-Premier Tech       | + 0:41 min |
| 06.   | Matteo Jorgenson      | USA    | Movistar Team             | + 0:58 min |
| 07.   | Tiesj Benoot          | BEL    | Team DSM                  | + 1:04 min |
| 08.   | Lucas Hamilton        | AUS    | Team BikeExchange         | + 1:08 min |
| 09.   | Luis León Sánchez     | ESP    | Astana-Premier Tech       | + 1:11 min |
| 10.   | Pierre Latour         | FRA    | Team Total Direct Énergie | + 1:12 min |

Etappe 6: Brignoles – Biot (202,4km)
Die sechste Etappe startete in Brignoles und führte über einen hügligen Parcours nach Biot. Auf der längsten Etappe der Austragung mussten zwei Bergwertungen der 3., zwei der 2. und eine der 1. Kategorie sowie zwei Sprintwertungen absolviert werden. Das Ziel in Biot lag am Ende einer kurzen nicht kategorisierten Steigung.
| Platz | Fahrer                 | Nation | Team                       | Zeit                   |
| ----- | ---------------------- | ------ | -------------------------- | ---------------------- |
| 01.   | Primož Roglič          | SLO    | Team Jumbo-Visma           | 4:40:22 h (43,31 km/h) |
| 02.   | Christophe Laporte     | FRA    | Cofidis, Solutions Crédits | "                      |
| 03.   | Michael Matthews       | AUS    | Team BikeExchange          | "                      |
| 04.   | Dylan Teuns            | BEL    | Bahrain-Victorious         | "                      |
| 05.   | Aurélien Paret-Peintre | FRA    | AG2R Citroën Team          | "                      |
| 06.   | Lucas Hamilton         | AUS    | Team BikeExchange          | "                      |
| 07.   | Bryan Coquard          | FRA    | B&B Hotel p/b KTM          | "                      |
| 08.   | Quentin Pacher         | FRA    | B&B Hotel p/b KTM          | "                      |
| 09.   | Sergio Henao           | COL    | Team Qhubeka Assos         | "                      |
| 10.   | Krists Neilands        | LVA    | Israel Start-Up Nation     | "                      |

| Platz | Fahrer                 | Nation | Team                      | Zeit       |
| ----- | ---------------------- | ------ | ------------------------- | ---------- |
| 01.   | Primož Roglič          | SLO    | Team Jumbo-Visma          | 23:22:53 h |
| 02.   | Maximilian Schachmann  | GER    | Bora-Hansgrohe            | + 0:41 min |
| 03.   | Ion Izagirre           | ESP    | Astana-Premier Tech       | + 0:50 min |
| 04.   | Alexander Wlassow      | RUS    | Astana-Premier Tech       | + 0:51 min |
| 05.   | Matteo Jorgenson       | USA    | Movistar Team             | + 1:08 min |
| 06.   | Tiesj Benoot           | BEL    | Team DSM                  | + 1:14 min |
| 07.   | Lucas Hamilton         | AUS    | Team BikeExchange         | + 1:16 min |
| 08.   | Luis León Sánchez      | ESP    | Astana-Premier Tech       | + 1:21 min |
| 09.   | Pierre Latour          | FRA    | Team Total Direct Énergie | "          |
| 10.   | Aurélien Paret-Peintre | FRA    | AG2R Citroën Team         | + 1:23 min |

Etappe 7: Le Broc – Valdeblore La Colmiane (119,2km)
Die siebte Etappe startete in Le Broc und endete im Skigebiet La Colmiane auf 1500 m Seehöhe (1. Kategorie). Zunächst mussten drei Bergwertungen der 2. Kategorie und zwei Sprintwertungen absolviert werden.
| Platz | Fahrer                | Nation | Team                       | Zeit                   |
| ----- | --------------------- | ------ | -------------------------- | ---------------------- |
| 01.   | Primož Roglič         | SLO    | Team Jumbo-Visma           | 3:09:18 h (37,78 km/h) |
| 02.   | Gino Mäder            | SUI    | Bahrain-Victorious         | + 0:02 min             |
| 03.   | Maximilian Schachmann | GER    | Bora-Hansgrohe             | + 0:05 min             |
| 04.   | Lucas Hamilton        | AUS    | Team BikeExchange          | + 0:08 min             |
| 05.   | Alexander Wlassow     | RUS    | Astana-Premier Tech        | + 0:10 min             |
| 06.   | Tiesj Benoot          | BEL    | Team DSM                   | "                      |
| 07.   | Guillaume Martin      | FRA    | Cofidis, Solutions Crédits | + 0:15 min             |
| 08.   | Ion Izagirre          | ESP    | Astana-Premier Tech        | "                      |
| 09.   | Harm Vanhoucke        | BEL    | Lotto Soudal               | + 0:22 min             |
| 10.   | Jai Hindley           | AUS    | Team DSM                   | + 0:27 min             |

| Platz | Fahrer                | Nation | Team                       | Zeit       |
| ----- | --------------------- | ------ | -------------------------- | ---------- |
| 01.   | Primož Roglič         | SLO    | Team Jumbo-Visma           | 26:32:01 h |
| 02.   | Maximilian Schachmann | GER    | Bora-Hansgrohe             | + 0:52 min |
| 03.   | Alexander Wlassow     | RUS    | Astana-Premier Tech        | + 1:11 min |
| 04.   | Ion Izagirre          | ESP    | Astana-Premier Tech        | + 1:15 min |
| 05.   | Tiesj Benoot          | BEL    | Team DSM                   | + 1:34 min |
| 06.   | Lucas Hamilton        | AUS    | Team BikeExchange          | "          |
| 07.   | Guillaume Martin      | FRA    | Cofidis, Solutions Crédits | + 2:06 min |
| 08.   | Steven Kruijswijk     | NED    | Team Jumbo-Visma           | + 2:07 min |
| 09.   | Jack Haig             | AUS    | Bahrain-Victorious         | + 2:10 min |
| 10.   | Matteo Jorgenson      | USA    | Movistar Team              | + 2:21 min |

Etappe 8: Le-Plan-du-Var – Levens (92,7km)
Ursprünglich hätte die achte Etappe von Nizza nach Nizza (110,5km) über mehrere Anstiege führen sollen. Aufgrund der Corona-Pandemie wurde die Etappe auf einem Rundkurs ausgetragen, der dreimal absolviert werden musste. Die letzte Etappe wurde in Le-Plan-du-Var gestartet und endete nach einem Anstieg in Levens. Insgesamt wurden drei Bergwertungen der 2. Kategorie und zwei Sprintwertungen ausgetragen.
| Platz | Fahrer                | Nation | Team                       | Zeit                   |
| ----- | --------------------- | ------ | -------------------------- | ---------------------- |
| 01.   | Magnus Cort Nielsen   | DEN    | EF Edukation-Nippo         | 2:16:58 h (40,61 km/h) |
| 02.   | Christophe Laporte    | FRA    | Cofidis, Solutions Crédits | "                      |
| 03.   | Pierre Latour         | FRA    | Team Total Direct Énergie  | "                      |
| 04.   | Dylan Teuns           | BEL    | Bahrain-Victorious         | "                      |
| 05.   | Warren Barguil        | FRA    | Team Arkéa Samsic          | "                      |
| 06.   | Dylan van Baarle      | NED    | Ineos Grenadiers           | "                      |
| 07.   | Ion Izagirre          | ESP    | Astana-Premier Tech        | "                      |
| 08.   | Matteo Jorgenson      | USA    | Movistar Team              | "                      |
| 09.   | Yves Lampaert         | BEL    | Deceuninck-Quick-Step      | "                      |
| 10.   | Maximilian Schachmann | GER    | Bora-Hansgrohe             | "                      |

| Platz | Fahrer                 | Nation | Team                       | Zeit       |
| ----- | ---------------------- | ------ | -------------------------- | ---------- |
| 01.   | Maximilian Schachmann  | GER    | Bora-Hansgrohe             | 28:49:51 h |
| 02.   | Alexander Wlassow      | RUS    | Astana-Premier Tech        | + 0:19 min |
| 03.   | Ion Izagirre           | ESP    | Astana-Premier Tech        | + 0:23 min |
| 04.   | Lucas Hamilton         | AUS    | Team BikeExchange          | + 0:41 min |
| 05.   | Tiesj Benoot           | BEL    | Team DSM                   | + 0:42 min |
| 06.   | Guillaume Martin       | FRA    | Cofidis, Solutions Crédits | + 1:14 min |
| 07.   | Jack Haig              | AUS    | Bahrain-Victorious         | + 1:18 min |
| 08.   | Matteo Jorgenson       | USA    | Movistar Team              | + 1:29 min |
| 09.   | Aurélien Paret-Peintre | FRA    | AG2R Citroën Team          | + 1:31 min |
| 10.   | Gino Mäder             | SUI    | Bahrain-Victorious         | + 1:32 min |

## Wertungen im Verlauf
| Etappe         | Etappensieger       | Gesamtwertung         | Punktewertung | Bergwertung   | Nachwuchswertung   | Teamwertung            | aktivster Fahrer |
| -------------- | ------------------- | --------------------- | ------------- | ------------- | ------------------ | ---------------------- | ---------------- |
| 1              | Sam Bennett         | Arnaud Démare         | Sam Bennett   | Fabien Doubey | Jasper Philipsen   | Israel Start-Up Nation | Fabien Doubey    |
| 2              | Cees Bol            | Michael Matthews      | Sam Bennett   | Fabien Doubey | Florian Vermeersch | Israel Start-Up Nation | Michael Matthews |
| 3              | Stefan Bissegger    | Stefan Bissegger      | Sam Bennett   | Fabien Doubey | Stefan Bissegger   | Quick-Step Floors      | nicht vergeben   |
| 4              | Primož Roglič       | Primož Roglič         | Primož Roglič | Anthony Perez | Brandon McNulty    | Quick-Step Floors      | Julien Bernard   |
| 5              | Sam Bennett         | Primož Roglič         | Sam Bennett   | Anthony Perez | Brandon McNulty    | Astana-Premier Tech    | Oliver Naesen    |
| 6              | Primož Roglič       | Primož Roglič         | Primož Roglič | Anthony Perez | Alexander Wlassow  | Astana-Premier Tech    | Kenny Elissonde  |
| 7              | Primož Roglič       | Primož Roglič         | Primož Roglič | Anthony Perez | Alexander Wlassow  | Astana-Premier Tech    | Gino Mäder       |
| 8              | Magnus Cort Nielsen | Maximilian Schachmann | Primož Roglič | Anthony Perez | Alexander Wlassow  | Astana-Premier Tech    | Warren Barguil   |
| Wertungssieger | Wertungssieger      | Maximilian Schachmann | Primož Roglič | Anthony Perez | Alexander Wlassow  | Astana-Premier Tech    | nicht vergeben   |